# カーロス・ベイカー
カーロス・ベイカー（Carlos Baker、1909年5月5日 - 1987年4月18日）は、アメリカ合衆国の作家、文芸評論家、現代英語と英文学の専門家。アーネスト・ヘミングウェイの伝記で知られる。1977年までプリンストン大学文学部教授、英語学科長を2回務める。

## 経歴
1909年5月5日、メイン州ヨーク郡ビデフォードに生まれる。
1932年、ダートマス大学より学士の学位を授与される。
1933年、ハーバード大学より修士の学位を授与される。
1940年、プリンストン大学より博士の学位（英語学）を授与される。学位請求論文は『The influence of Spencer on Shelley's major poetry.』。
公刊された業績としては、いくつかの小説、詩集、各種文芸評論、エッセイがある。
1969年、今日では高く評価されている学術的伝記『Ernest Hemingway: A Life Story』を出版。しかし、ヘミングウェイの3番目の妻であるマーサ・ゲルホーンは、彼女との情事と結婚についてヘミングウェイが断言したという内容を批判した。マーサはまた、ベーカーが彼女の個人的経験についてはしばしば間違いを述べていると著書で指摘している。
ヘミングウェイの4番目の妻メアリー・ウェルシュ・ヘミングウェイの著書によると、ヘミングウェイはベーカーに会ったことがなく、ヘミングウェーは自らの伝記作家として、自分を知るわけがない人物を故意に選んだと断言すらしている。この選択について明確な理由は示していないが、1952年にベーカーが『Hemingway, the Writer as Artist』を出版した際、同書の中でヘミングウェーの作品を好意的に扱った。
ベーカーの主要な実績として、このほかにパーシー・ビッシュ・シェリーおよびラルフ・ワルド・エマーソンの伝記がある。
ヘミングウェイは書簡その他の私文書の公開を拒んでいたとメアリー・ウェルシュら遺族は言う。しかし1981年、メアリー・ウェルシュの同意を受け、ベーカーが編集したヘミングウェイの書簡の選集が出版される。
1987年4月18日、ニュージャージー州マーサー郡プリンストンの自宅で死去。享年77。

### その他
1960年代、伝記作家のアンドリュー・スコット・バーグがプリンストンの学部学生だったとき、ベーカーの教え子だった。バーグは、ベーカーから演劇をやめて編集者マックス・パーキンズに関する論文に集中するよう説得され、結果自分の人生は変わったと後に回想している。
彼の論文は最終的に全米図書賞を受賞する『Max Perkins: Editor of Genius』にまで発展したが、同書の一部をベーカーに献呈した。

## 主な著作
- Carlos Baker (1969-08-01) (英語). Ernest Hemingway. HarperCollins Distribution Services. ISBN 978-0002112253 - 伝記
- Carlos Baker (1972-11-01) [1952] (英語). Hemingway, the Writer as Artist. Princeton Paperbacks (4th ed.). Princeton University Press. ISBN 978-0691013053 - 研究書
- Carlos Baker (1948-01-01) [1948] (英語). Shelley's major poetry: The fabric of a vision. Princeton University Press. ASIN B0006ARL1U - 評論
- Carlos Baker (1958) (英語). A Friend in Power (1st ed.). Faber & Faber. ASIN B00220GG90 - 最初の小説
- Carlos Baker (1963) (英語). A Year and A Day (1st ed.). Vanderbilt University Press. ISBN 978-0826510648 - 詩集
- Carlos Baker (2017-03-21) [1984] (英語). The Echoing Green: Romanticism, Modernism, and the Phenomena of Transference in Poetry. Princeton Legacy Library (Reprint ed.). Princeton University Press. ISBN 978-0-69161267-6
- Carlos Baker (1982-10-01) (英語). Ernest Hemingway: Selected Letters, 1917-1961. Macmillan Pub Co. ISBN 978-0684176581 - 編著を担当
- Carlos Baker (英語). The Gay Head Conspiracy: A Novel of Suspense. Charles Scribner's Sons. ISBN 978-0684132976
- Carlos Baker (1962) [1962] (英語). Ernest Hemingway: Critiques of Four Major Novels (1st ed.). Charles Scribner's Sons. ISBN 978-0684411576
- Carlos Baker (1976) (英語). The Talismans and Other Stories (1st ed.). Scribner. ISBN 978-0684144733
- Carlos Baker (1996-04) [1996] (英語). Emerson Among the Eccentrics: A Group Portrait. James R. Mellow（エピローグ、序論）. Viking Adult. ISBN 978-0670866755
- Carlos K. Baker (2020-11-02) (英語). Songs for Ivy. Stillwater River Publications. ISBN 978-1-95252153-9